# Communauté de communes du Haut-Lignon
La communauté de communes du Haut-Lignon est une communauté de communes française située dans le département de la Haute-Loire en région Auvergne-Rhône-Alpes.

## Historique
À la fin de l'année 2000, les conseillers municipaux des communes de l'ancien canton de Tence décident de constituer une communauté de communes appelée « Communauté de Communes du Haut-Lignon (CCHL) ». Celle-ci est créée par un arrêté préfectoral du 22 décembre 2000, avec effet au 1er janvier 2001.
Le conseil communautaire de la communauté de communes est installé le 17 avril 2001.

## Territoire communautaire

### Composition
La communauté de communes est composée des 6 communes suivantes :

| Nom                   | Code Insee | Gentilé       | Superficie (km2) | Population (dernière pop. légale) | Densité (hab./km2) |
| --------------------- | ---------- | ------------- | ---------------- | --------------------------------- | ------------------ |
| Tence (siège)         | 43244      | Tençois       | 52,12            | 3 148 (2022)                      | 60                 |
| Le Chambon-sur-Lignon | 43051      | Chambonnais   | 41,71            | 2 451 (2022)                      | 59                 |
| Chenereilles          | 43069      | Chenereillois | 14,42            | 291 (2022)                        | 20                 |
| Le Mas-de-Tence       | 43129      | Mas-Tençois   | 12,83            | 157 (2022)                        | 12                 |
| Mazet-Saint-Voy       | 43130      | Mazetois      | 45,02            | 1 111 (2022)                      | 25                 |
| Saint-Jeures          | 43199      | Saint-Jeurois | 34,14            | 993 (2022)                        | 29                 |

### Démographie
| 1968  | 1975  | 1982  | 1990  | 1999  | 2009  | 2014  | 2020  |
| ----- | ----- | ----- | ----- | ----- | ----- | ----- | ----- |
| 8 899 | 8 277 | 7 783 | 7 852 | 7 734 | 8 413 | 8 272 | 8 059 |

## Administration

### Siège
Le siège de la communauté de communes se trouve à Tence.

### Les élus
Le conseil communautaire de la communauté de communes du Haut-Lignon se compose de 26 conseillers, représentant chacune des communes membres et élus pour une durée de six ans.
Ils sont répartis comme suit :
| Nombre de conseillers | Communes              |
| --------------------- | --------------------- |
| 9                     | Tence                 |
| 7                     | Le Chambon-sur-Lignon |
| 4                     | Mazet-Saint-Voy       |
| 3                     | Saint-Jeures          |
| 2                     | Chenereilles          |
| 1 (+ 1 suppléant)     | Le Mas-de-Tence       |

### Présidence
Son président actuel se nomme David Salque-Pradier, maire de Tence.
| Période                                  | Période      | Identité             | Étiquette | Qualité                     |
| ---------------------------------------- | ------------ | -------------------- | --------- | --------------------------- |
| Les données manquantes sont à compléter. |              |                      |           |                             |
|                                          | juillet 2020 | Julien Melin         |           | adjoint à la maire de Tence |
| juillet 2020                             | En cours     | David Salque-Pradier |           | maire de Tence (2020 → )    |

### Régime fiscal et budget
Le régime fiscal de la communauté de communes est la fiscalité professionnelle unique (FPU).